# شپش دریایی
شپش دریایی گونه‌ای از جانوران پاروپا است.
شپش‌های دریایی انگل‌های برون‌زی دریایی هستند که از مخاط‌ها، بافت‌های روپوستی و خون ماهی میزبان دریازی تغذیه می‌کنند. 